# NGC 6052
NGC 6052 (również NGC 6064, Arp 209; PGC 57039 i PGC 200329) – para zderzających się ze sobą galaktyk spiralnych, znajdująca się w gwiazdozbiorze Herkulesa. Jest położona w odległości około 230 milionów lat świetlnych od Ziemi. Galaktyki te w odległej przyszłości połączą się w jedną galaktykę.
Ze względu na swój kształt obiekt ten był początkowo klasyfikowany jako pojedyncza, nieregularna „mgławica” (pojęcia „galaktyki” jeszcze nie znano), a później jako galaktyka nieregularna. Dopiero w 1964 Boris Woroncow-Wieljaminow odkrył, że są to dwie galaktyki, a w 1979 stwierdzono, że to prawdopodobnie galaktyki spiralne, co potwierdziły późniejsze zdjęcia.
Zderzenie galaktyk zainicjowało intensywne procesy gwiazdotwórcze w obu galaktykach, toteż system ten zaliczany jest do gwiazdotwórczych. Jest on także klasyfikowany jako LIRG (ang. luminous infrared galaxy), czyli galaktyka jasna w podczerwieni.
W jednej z tych galaktyk zaobserwowano supernową SN 1982aa.

## Odkrycie i oznaczenia katalogowe
Obiekt odkrył William Herschel 11 czerwca 1784. 2 lipca 1864 obserwował go Albert Marth. Pozycje uzyskane przez obu astronomów nieco się różniły w rektascensji, toteż mogło się wydawać, że obserwowali oni dwa różne obiekty. Z tego też powodu obserwacja Wiliama Herschela została skatalogowana w General Catalogue of Nebulae and Clusters Johna Herschela (syna Williama) pod numerem 4161, a nowsza obserwacja Martha w suplemencie do tego katalogu (opublikowanym w 1879 przez Johna Dreyera) pod numerem 5802. W swoim własnym, wydanym kilka lat później New General Catalogue Dreyer również skatalogował obie te obserwacje jako, odpowiednio, NGC 6064 i NGC 6052, zamieszczając jednak adnotację, że być może jest to ten sam obiekt. Ostatecznie Dreyer potwierdził identyczność obu obiektów w liście poprawek do swego katalogu opublikowanej w 1912.
Halton Arp skatalogował ten obiekt w swoim Atlasie Osobliwych Galaktyk pod numerem Arp 209.